# America's Next Top Model (mùa 12)
America's Next Top Model, Mùa thi 12 là chương trình thứ mười hai của chuỗi chương trình truyền hình thực tế đào tạo người mẫu America's Next Top Model, được phát sóng trên hệ thống truyền hình cáp The CW. Mùa thi chính thức lên sóng vào ngày 4 tháng 3, 2009. Biểu ngữ cổ động mùa thi: "Bước vào nếp gấp". "The Fame" của Lady GaGa được sử dụng làm nhạc chủ đề của mùa thi.
Sau hai mùa thi với 14 thí sinh tranh tài, đây là mùa thi đầu tiên kể từ mùa thi 9 có số lượng thí sinh quay về con số 13. Giống như mùa thi 10, chương trình sẽ được ghi hình tại Tp. New York. Địa điểm quốc tế được chọn là São Paulo cho top 6.
Teyona Anderson, 20 tuổi, đã vượt qua Allison Harvard để giành danh hiệu của mùa thi này và toàn bộ giải thưởng chương trình đã công bố, gồm: một hợp đồng với công ty quản lý người mẫu Elite Model Management, sáu bài viết và chụp ảnh bìa tạp chí Seventeen, cùng một hợp đồng quảng cáo với mỹ phẩm CoverGirl trị giá $100.000.
Đây cũng là mùa thi cuối cùng Paulina Porizkova tham dự với vai trò giám khảo chính, vì cô đã bị sa thải vào tháng 4 năm 2009.

## Đêm Tụ Họp Mùa Thi 12
Lên sóng: 13 tháng 5
Buổi gặp mặt quy tụ gần như tất cả thí sinh của mùa thi 12, được ghi hình và phát sóng ngày 13 tháng 5, 2009 trong chương trình The Tyra Banks Show và đây là mùa thi thứ ba được tổ chức tiệc gặp gỡ người chơi cũ (sau mùa thi thứ 05 và 10). Khung cảnh là lễ tốt nghiệp người mẫu và tất cả các cô gái (trừ Sandra có mặt) phải mặc những bộ bikini. Họ đã được bình chọn các danh hiệu sau:
| Thí sinh | Tựa sách của năm                              |
| -------- | --------------------------------------------- |
| Allison  | Ngôi sao phim Twilight bị bỏ quên             |
| Aminat   | Thân hình nóng bỏng nhất                      |
| Celia    | Cá tính nổi trội nhất                         |
| Fo       | Thí sinh của chương trình "Tôi đạo gì"        |
| London   | Có giảng đạo trong ngày hẹn hò                |
| Natalie  | Diễn viên chương trình Gossip Girl bị bỏ quên |

Nhiều cô gái được phỏng vấn sau khi danh hiệu được công bố. Fo nói rằng cô đã gặp người cha da đen của mình, người mà cô chưa từng biết mãi đến khi 6 tuổi và đặt biệt danh cho ông là "blaxican" năm 12 ("black" + "mexican" ⇌ "blaxican"). Celia đã có một đoạn phim ngắn về bản thân, còn London đến thành phố New York truyền đạo. Tyra cũng bàn luận về sở thích ghê người của Allison, vẽ tranh người chảy máu mũi, và Tyra cũng công bố bức tranh ma cà rồng ghép chung với Robert Pattinson. Natalie tiết lộ cô đang trong giai đoạn hoảng loạn và giả bệnh (do suy nghĩ quá nhiều).
Tyra đã mời một tư lệnh quân đội Mỹ đến tham gia chương trình và thảo luận về tác động tích cực của cô đến các binh lính bị bỏng nặng, Tahlia đã chụp một tấm hình với người lính bị bỏng và một người sống sót sau vụ hoả hoạn. Rồi họ tái hiện những cảnh tượng đáng nhớ qua lời dẫn chuyện của Bianca Golden (Mùa thi 9). Những thước phim đó quay lại cảnh làm tóc cho Fo; Celia phản đối quyết định của Tyra; và chuyện chiến tranh giữa Natalie và Aminat. Celia nói rằng mọi chuyện dần lắng xuống sau cuộc trò chuyện của cô với Tahlia và khi Tyra bảo "Đừng thọc vào túi tiền của người khác", rồi Celia quay qua cười bỡn với Tahlia.
Chương trình kết thúc khi Tyra thông báo hai thí sinh may mắn nhận được hợp đồng làm việc với công ty quản lý người mẫu Nous Model Management. Đó là Allison và Fo.

## Các thí sinh
(Tính tuổi lúc tham gia phỏng vấn và ghi hình)
| Thí sinh          | Tuổi | Chiều cao               | Đến từ                       | Bị loại ở | Hạng |
| ----------------- | ---- | ----------------------- | ---------------------------- | --------- | ---- |
| Isabella Falk     | 19   | 180 cm (5 ft 11 in)     | Barboursville, Virginia      | Tập 2     | 13   |
| Jessica Santiago  | 18   | 178 cm (5 ft 10 in)     | Caguas, Puerto Rico          | Tập 3     | 12   |
| Nijah Harris      | 18   | 183 cm (6 ft 0 in)      | Rancho Cucamonga, California | Tập 4     | 11   |
| Kortnie Coles     | 24   | 179 cm (5 ft 10+1⁄2 in) | Houston, Texas               | Tập 5     | 10   |
| Sandra Nyanchoka  | 19   | 180 cm (5 ft 11 in)     | Rockville, Maryland          | Tập 6     | 9    |
| Tahlia Brookins   | 18   | 178 cm (5 ft 10 in)     | Phoenix, Arizona             | Tập 7     | 8    |
| London Levi-Nance | 18   | 174 cm (5 ft 8+1⁄2 in)  | Arlington, Texas             | Tập 9     | 7    |
| Natalie Pack      | 19   | 183 cm (6 ft 0 in)      | Palos Verdes, California     | Tập 10    | 6    |
| Fo Porter         | 19   | 173 cm (5 ft 8 in)      | Albuquerque, New Mexico      | Tập 11    | 5    |
| Celia Ammerman    | 25   | 180 cm (5 ft 11 in)     | Cynthiana, Kentucky          | Tập 12    | 4    |
| Aminat Ayinde     | 21   | 185 cm (6 ft 1 in)      | Union, New Jersey            | Tập 13    | 3    |
| Allison Harvard   | 20   | 178 cm (5 ft 10 in)     | New Orleans, Louisiana       | Tập 13    | 2    |
| Teyona Anderson   | 20   | 177 cm (5 ft 9+1⁄2 in)  | Woodstown, New Jersey        | Tập 13    | 1    |

### Hội đồng giám khảo
- Tyra Banks
- Nigel Barker
- J.Alexander
- Paulina Porizkova

Nhân sự
- Jay Manuel, đạo diễn nghệ thuật
- Sutan, chuyên viên trang điểm
- Christian Marc, nhà tạo mẫu tóc
- Anda & Masha, chuyên viên phục trang

## Tổng kết

### Thứ tự gọi tên
| Thứ tự | Tập      | Tập      | Tập     | Tập     | Tập     | Tập     | Tập     | Tập     | Tập     | Tập     | Tập     | Tập     | Tập     |  |
| Thứ tự | 1        | 2        | 3       | 4       | 5       | 6       | 7       | 9       | 10      | 11      | 12      | 13      | 13      |  |
| ------ | -------- | -------- | ------- | ------- | ------- | ------- | ------- | ------- | ------- | ------- | ------- | ------- | ------- |  |
| 1      | Aminat   | Allison  | Teyona  | Sandra  | Tahlia  | Fo      | Celia   | Teyona  | Allison | Teyona  | Allison | Allison | Teyona  |  |
| 2      | Natalie  | Fo       | Celia   | Aminat  | Teyona  | Teyona  | Natalie | Fo      | Teyona  | Allison | Teyona  | Teyona  | Allison |  |
| 3      | Fo       | Teyona   | Allison | Tahlia  | Allison | Tahlia  | Teyona  | Natalie | Fo      | Aminat  | Aminat  | Aminat  |         |  |
| 4      | Allison  | London   | Natalie | Fo      | Natalie | Aminat  | Fo      | Celia   | Celia   | Celia   | Celia   |         |         |  |
| 5      | Tahlia   | Celia    | London  | Celia   | London  | Allison | London  | Allison | Aminat  | Fo      |         |         |         |  |
| 6      | Celia    | Nijah    | Nijah   | Kortnie | Aminat  | Natalie | Aminat  | Aminat  | Natalie |         |         |         |         |  |
| 7      | Nijah    | Kortnie  | Tahlia  | London  | Celia   | London  | Allison | London  |         |         |         |         |         |  |
| 8      | London   | Natalie  | Sandra  | Teyona  | Fo      | Celia   | Tahlia  |         |         |         |         |         |         |  |
| 9      | Teyona   | Aminat   | Kortnie | Natalie | Sandra  | Sandra  |         |         |         |         |         |         |         |  |
| 10     | Kortnie  | Tahlia   | Aminat  | Allison | Kortnie |         |         |         |         |         |         |         |         |  |
| 11     | Isabella | Jessica  | Fo      | Nijah   |         |         |         |         |         |         |         |         |         |  |
| 12     | Jessica  | Sandra   | Jessica |         |         |         |         |         |         |         |         |         |         |  |
| 13     | Sandra   | Isabella |         |         |         |         |         |         |         |         |         |         |         |  |

     Thí sinh bị loại
     Thí sinh chiến thắng chung cuộc
- Trong tập 1, 34 thí sinh được tuyển chọn trên khắp nước Mỹ tụ hội tại Caesar Palace, trong đó chỉ có 21 cô gái được chọn bước vào vòng tiếp. Tại hồ bơi, Tyra loại thêm 8 thí sinh và chính thức thông báo 13 thí sinh còn lại bước vào cuộc tranh tài. Thứ tự gọi tên ở tập này không phản ánh độ xuất sắc của bức hình thí sinh thể hiện.
- Tập 8 là tổng hợp những khoảnh khắc đáng nhớ và tiết lộ một số chi tiết chưa được công bố của mùa.

### Chụp ảnh
- Tập 1: Lý lịch các nữ thánh (casting)
- Tập 2: Trò chơi con trẻ
- Tập 3: Chụp hình tập thể với 'ánh sáng'
- Tập 4: Đến thăm thành phố New York
- Tập 5: Nhập cư Đảo Ellis
- Tập 6: Vẻ đẹp toả ra màu sắc
- Tập 7: Quảng cáo CoverGirl TRUblend Micro Minerals
- Tập 9: Người hâm mộ Ciara cuồng nhiệt
- Tập 10: Carmen Miranda trong khu ổ chuột
- Tập 11: Đồ tắm ở bãi biển
- Tập 12: Những loài chim kì bí
- Tập 13: Quáng cáo và chụp ảnh CoverGirl Outlast Lipstain; Chụp ảnh bìa cho tạp chí Seventeen